# Les Chiens de notre vie
Les Chiens de notre vie est une nouvelle de Marcel Aymé, parue dans Les Nouvelles littéraires en 1948.

## Historique
Les Chiens de notre vie paraît d'abord dans Les Nouvelles littéraires en 1948, puis dans En arrière, le dernier recueil de nouvelles publié du vivant de l'auteur, en 1950.

## Résumé
Quand notre grand-mère nous raconte les chiens de la maison, d'abord l'histoire de Pyrame parti à la guerre en 1915, puis celle de Béfort le batailleur, Oscar une vraie carne dont on ne pouvait rien tirer et le vieux Finaud...